# A11 (motorväg, Kroatien)
A11 är en motorväg i Kroatien. Den avgiftsbelagda motorvägen började anläggas år 2006 och är år 2015 ännu inte slutförd. När den står klar kommer den att vara 47 kilometer lång och förbinda Zagreb via Velika Gorica och Franjo Tuđmans flygplats med Sisak söder om huvudstaden. År 2015 är 20,2 kilometer av motorvägen (sektionen Velika Gorica-Lekenik) öppen för trafik. Motorvägsoperatör är Hrvatske autoceste.